# SB-408,124
SB-408,124 je lek koji je ne-peptidni selektivni antagonist oreksinskog receptora, tipa 1. On je oko 70 puta selektivniji za OX1 nego 2 receptor, ima poboljšanu oralnu biodostupnost u poređenju sa starijim OX1 antagonistom SB-334,867. On se koristi u naučnim istraživanjima funkcije oreksinergičkih neurona u telu.

## Literatura
1. ↑  Langmead, CJ; Jerman, JC; Brough, SJ; Scott, C; Porter, RA; Herdon, HJ (2004). „Characterisation of the binding of 3H-SB-674042, a novel nonpeptide antagonist, to the human orexin-1 receptor”. British journal of pharmacology. 141 (2): 340—6. PMC 1574197 . PMID 14691055. doi:10.1038/sj.bjp.0705610.
2. ↑  Peng, HY; Chang, HM; Chang, SY; Tung, KC; Lee, SD; Chou, D; Lai, CY; Chiu, CH; Chen, GD (2008). „Orexin-A modulates glutamatergic NMDA-dependent spinal reflex potentiation via inhibition of NR2B subunit”. American journal of physiology. Endocrinology and metabolism. 295 (1): E117—29. PMID 18477704. doi:10.1152/ajpendo.90243.2008.

## Spoljašnje veze
|  | Molimo Vas, obratite pažnju na važno upozorenje u vezi sa temama iz oblasti medicine (zdravlja). |